# Aqualorius
Aqualorius er en børnefilm fra 2009 instrueret af Nikolaj Tarp efter eget manuskript.

## Handling
For 20 år siden forsvandt to drenge i svømmehallen på Hulgårdsskolen. Blandt eleverne går der historier om, at der på bunden af bassinet lever et monster. Skolens mobbeoffer, 11-årige Lars, har skrevet et kærestebrev til den ældre pige, Sherin. Da Sherins kæreste, skolens værste skurk, finder brevet, tvinger han Lars til at svømme ned på bunden af svømmehallen efter en skinnende mønt. Men Lars er overbevist om, at monsteret Aqualorius venter i dybet...